# Királyságváros
A Királyságváros egy 5 km² területű jóváhagyott projekt, amely a szaúd-arábiai Dzsiddában épül fel. A projekt tervezője a Kingdom Holding Company, egy Al-Waleed bin Talal herceg tulajdonában álló cég. A Királyságváros otthont ad majd kereskedelmi és lakóingatlan-fejlesztéséknek, így például lesznek lakások, szállodák és irodák. A fejlesztés központjában a Kingdom Tower áll; a torony a tervek szerint a világ legmagasabb épülete lesz. A teljes projekt becsült költsége 20 milliárd dollár (75 milliárd SR). A Királyságváros egy háromfázisú projekt. A Kingdom Tower épül meg az első fázisban, a második fázis a projekt infrastruktúrájának létrehozása, a harmadik fázist még nem hozták nyilvánosságra.